# Kitty (端末エミュレータ)
kittyは、Linux、macOS、FreeBSD向けのオープンソースかつ自由ソフトウェアのGPUアクセラレーションターミナルエミュレータである。パフォーマンスと機能性に重点を置いており、C言語とPythonを組み合わせてプログラムされている。また、GPUサポートを提供している。kittyは、Microsoft Windows用のPuTTYのフォークである別のプログラムKiTTYと同じ名前である。

## 機能
Kittyは、kittyに機能を追加するkittensと呼ばれる補助プログラムをサポートしている。その他の機能には次のものがある:
- ImageMagickがインストールされた状態で画像を表示する[8][7]
- 名前、コード、最近使用した文字による対話的なUnicode文字の入力  [9]
- トゥルーカラー、テキスト書式設定機能のサポート
- 複数のウィンドウとタブのタイリング  [10]
- 単一の設定ファイル
- ハイパーリンクのクリック
- マウスのサポート（たとえばVimの場合）
- Vimのような複数のコピー/貼り付けバッファ[11]
- OpenGLレンダリング[2]

## References
1. ↑  "Release 0.42.2"; 閲覧日: 2025年7月20日; 出版日: 2025年7月16日.
2. 1 2  deCourville, Nick (2023年3月3日). “Best Terminal for Mac: Choosing Your Favorite Alternative” (英語). The Mac Observer. 2024年6月19日閲覧。
3. ↑  Byfield, Bruce (2022年7月). “A modern terminal emulator Here, Kitty, Kitty” (英語). www.magzter.com.  Linux Magazine. 2024年6月19日閲覧。
4. ↑  “kitty - hardware-accelerated terminal emulator” (英語). LinuxLinks (2019年10月11日). 2021年3月9日閲覧。 “It offers GPU-acceleration combined with a wide feature set. It’s targeted at power keyboard users. It’s billed as a modern, hackable, featureful, OpenGL based terminal emulator”
5. ↑  Kumar, Nitesh. “Best Terminal Emulators for Linux – Linux Hint” (英語). 2021年3月9日閲覧。
6. ↑  “KiTTY”. www.9bis.net. 2021年3月9日閲覧。
7. 1 2  Borisov, Bobby (2022年4月1日). “Kitty Terminal Emulator: How to Install, Configure, and Use It” (英語). linuxiac. 2024年6月19日閲覧。
8. ↑  “icat - Display images in the terminal — kitty 0.19.3 documentation”. sw.kovidgoyal.net. 2021年3月9日閲覧。 “alias icat="kitty +kitten icat"”
9. ↑  “Unicode input — kitty 0.19.3 documentation”. sw.kovidgoyal.net. 2021年3月9日閲覧。
10. ↑  Das, Ankush (2021年3月18日). “Top 14 Terminal Emulators for Linux (With Extra Features or Amazing Looks)” (英語). It's FOSS. 2024年6月19日閲覧。
11. ↑  Gautam, Pratik (2020年12月22日). “Kitty - A Powerful GPU Based Terminal Emulator” (英語). LinOxide. 2021年3月9日閲覧。